# Hexoplon illuminum
Hexoplon illuminum är en skalbaggsart som beskrevs av Dilma Solange Napp och Martins 1985. Hexoplon illuminum ingår i släktet Hexoplon och familjen långhorningar. Inga underarter finns listade i Catalogue of Life.